# Florina (manzana)
Florina es una  variedad cultivar de manzano (Malus pumila).
Paternidad compleja que involucra a 'Rome Beauty', 'Golden Delicious', 'Starking', 'Simpsons Giant Limb' y 'Jonathan'. Es una variedad resistente a la sarna del manzano, y fue desarrollada en la « "Station de Recherches d'Arboriculture Fruitiere" » (Estación de Investigaciones de Arboricultura Frutal) de Angers, Francia. Las frutas tienden a ser más bien ácidas fuertes.

## Historia
'Florina' es una variedad de manzana, obtención del cruce de 'Jonathan con un híbrido (PR1612-1) resistente a razas comunes de la roña PRI 612-1 (f) x Jonathan (m)².
'Florina' se cultiva en la National Fruit Collection con el número de accesión: 1978 - 342 y Accession name: Florina.

## Características
'Florina' tiene un tiempo de floración que comienza a partir del 2 de mayo con el 10% de floración, para el 5 de mayo tiene una floración completa (80%), y para el 14 de mayo tiene un 90% de caída de pétalos.
'Florina' tiene una talla de fruto mediano; forma globosa; con nervaduras medio-débiles, corona débil; epidermis con color de fondo amarillo blanquecino, con sobre color rojo con una cantidad de color superior bajo-medio, con sobre patrón de color patrón rayado / moteado, "russeting" (pardeamiento áspero superficial que presentan algunas variedades) bajo; textura de la pulpa crujiente y color de la pulpa amarillento; los frutos tienen un sabor ácido fuerte.
Su tiempo de recogida de cosecha se inicia a mediados de octubre.

## Ploidismo
Diploide. Parcialmente fértil. Grupo de polen B. Polinizado por 'Elstar', 'Pilot', 'Pinova', 'Golden Gem', 'Golden Delicious', 'Red Delicious', 'Granny Smith', 'Reine des Reinettes'.
La floración es duradera y coincide con la de 'Ariadne', otra manzana también genéticamente resistente a las razas comunes de la roña.

Manzanas 'Florina'
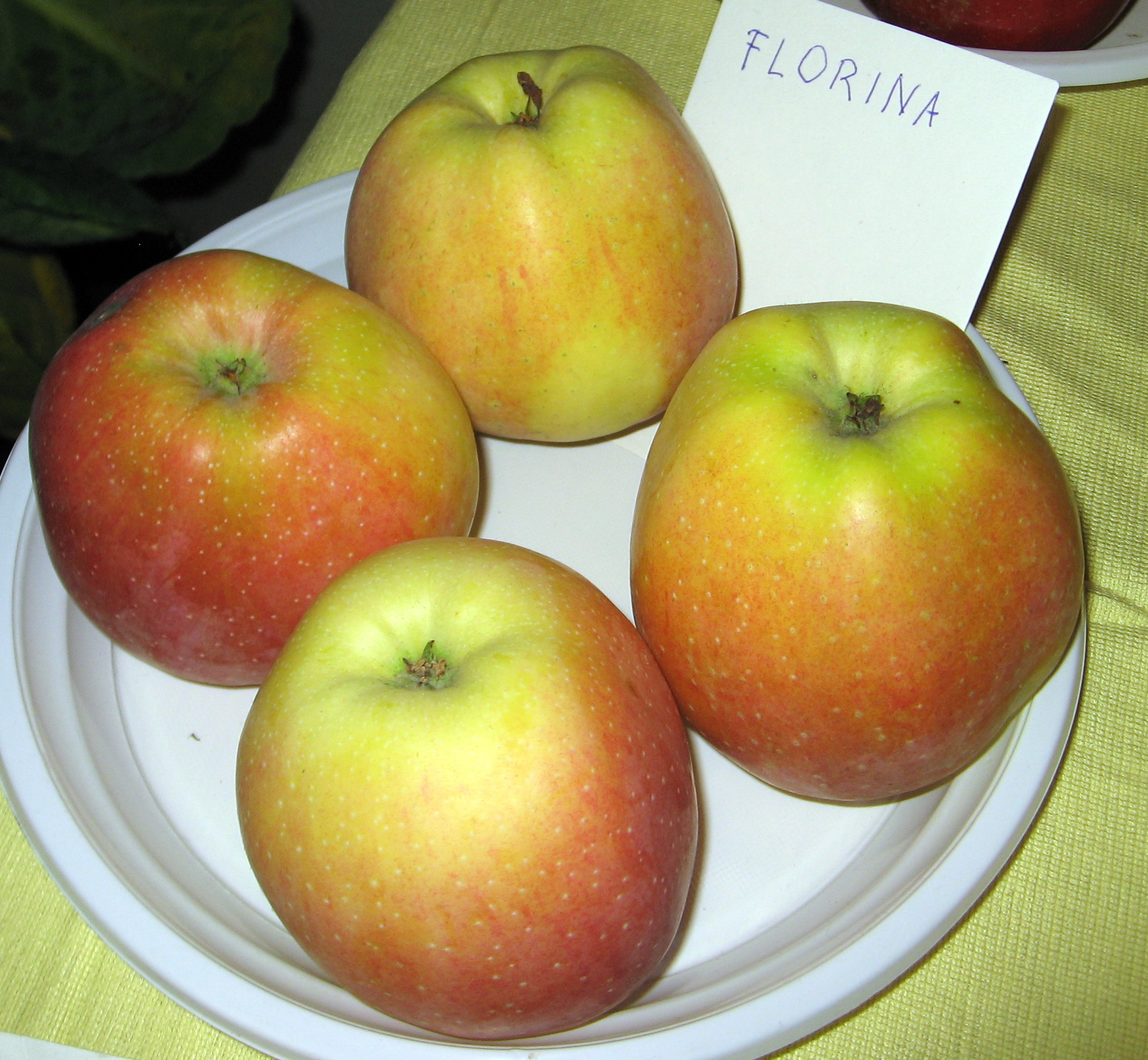
Manzana 'Florina'
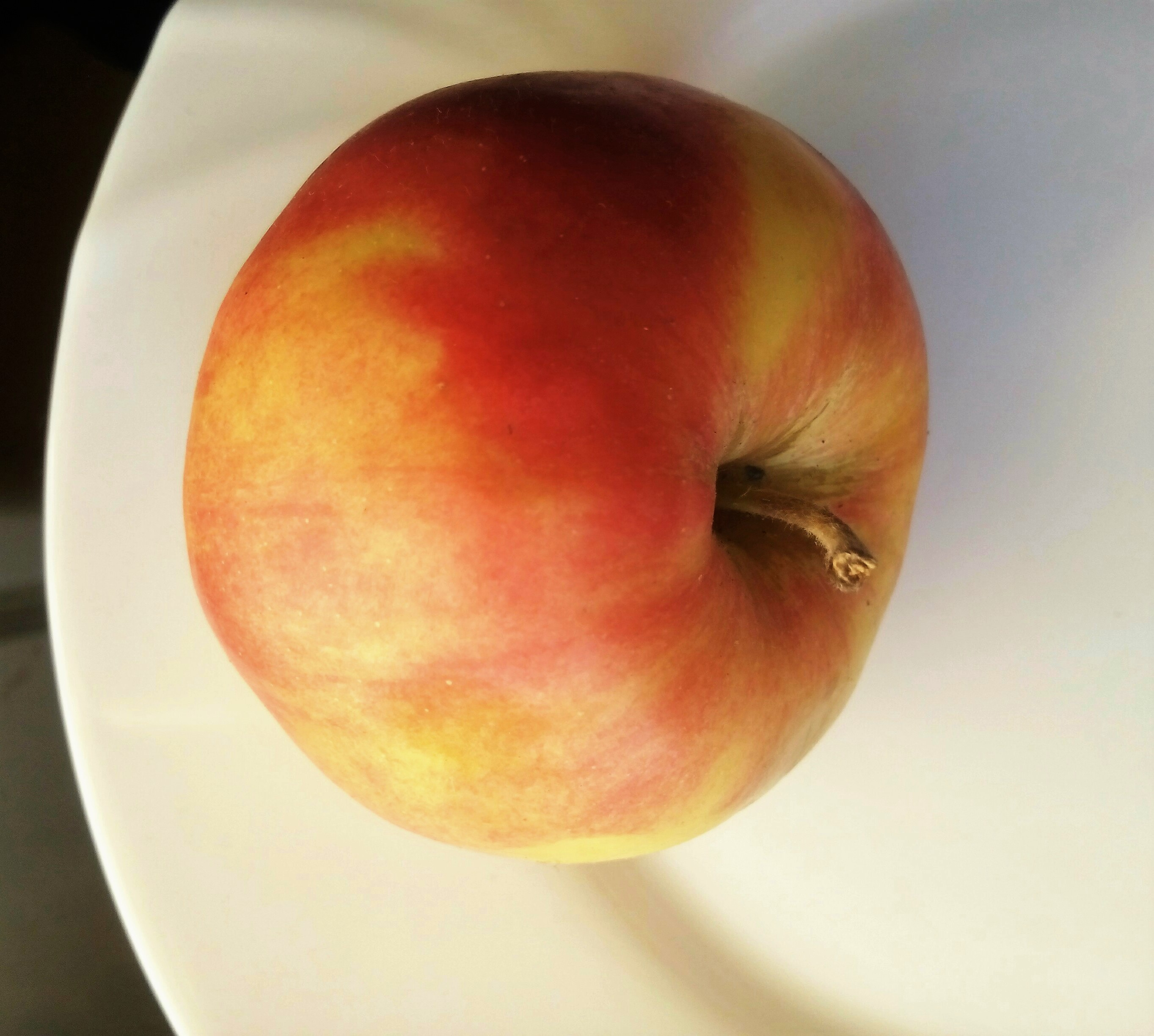
Manzana 'Florina'.
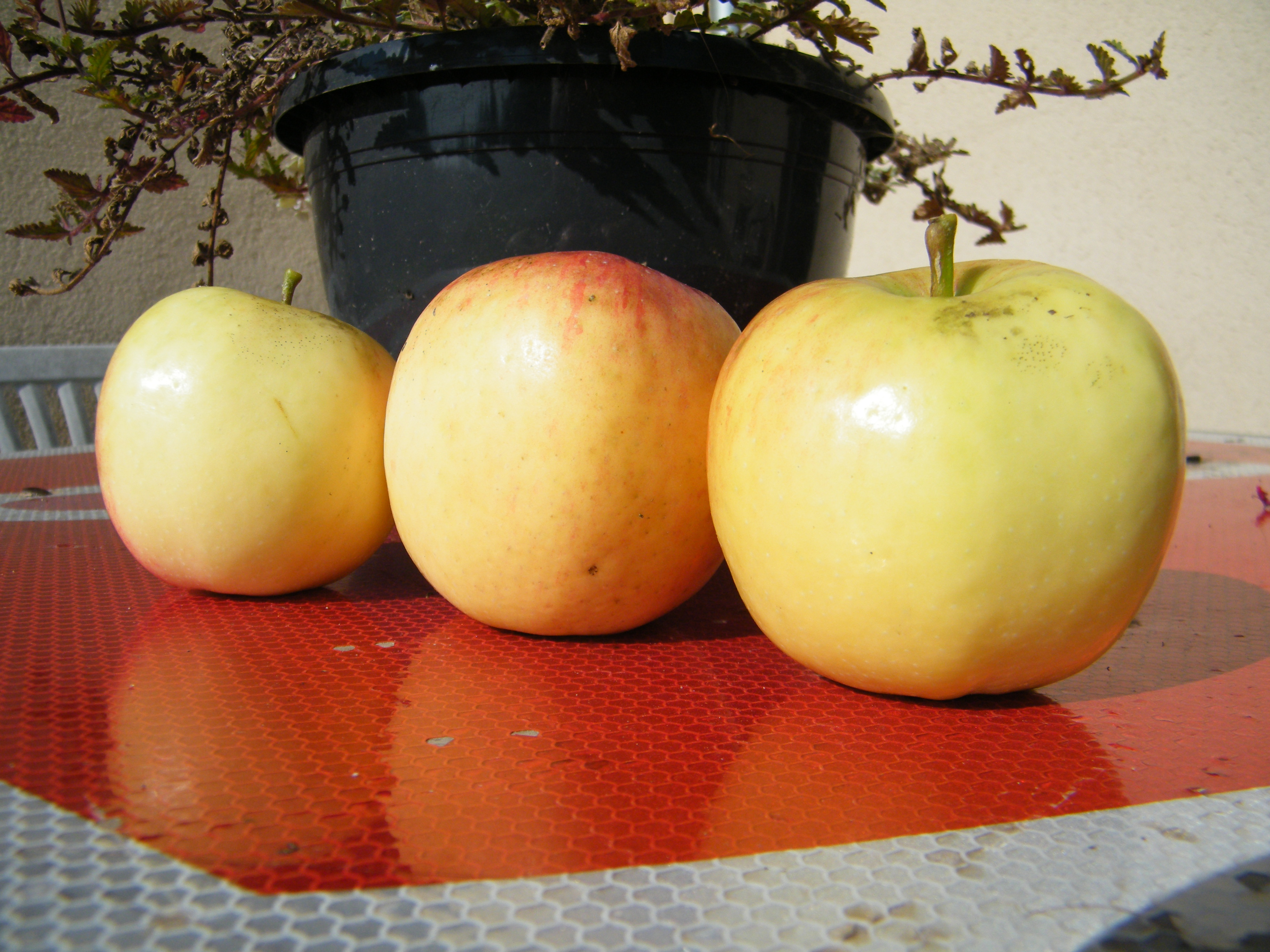
Manzana 'Florina'.